# Bisdom Oita
Het bisdom Oita (Latijn: Dioecesis Oitaensis, Japans: カトリック大分教区, katorikku Ōita kyōku) is een in Japan gelegen rooms-katholiek bisdom met zetel in de stad Oita. Het bisdom behoort tot de kerkprovincie Nagasaki, en is, samen met de bisdommen Fukuoka, Kagoshima en Naha suffragaan aan het aartsbisdom Nagasaki.
Het bisdom omvat de prefecturen Oita en Miyazaki op het eiland Kyushu.

## Geschiedenis
Paus Pius XI stichtte op 27 maart 1927 met de breve Supremi apostolatus de missio sui iuris Miyazaki. Het gebied behoorde daarvoor tot het bisdom Fukuoka. Met de apostolische constitutie Ad potioris dignitatis werd het missiegebied op 28 januari 1935 een apostolische prefectuur. Op 22 december 1961 werd met de pauselijke bul Quae universo de prefectuur verheven tot bisdom en werd de bisschopszetel verplaatst van Miyazaki naar Oita.

## Bisschoppen

### Superior van Miyazaki
- 1928-1935: Vincenzo Cimatti SDB

### Apostolische prefect van Miyazaki
- 1935-1940: Vincenzo Cimatti SDB
  - 1940-1945: Francis Xavier Ichitaro Ideguchi (administrator)
  - 1945-1961: Dominic Senyemon Fukahori (administrator)

### Bisschop van Oita
- 1961-1969: Peter Saburo Hirata PSS (vervolgens bisschop van Fukuoka)
- 1969-2000: Peter Takaaki Hirayama
- 2000-2008: Dominic Ryoji Miyahara (vervolgens bisschop van Fukuoka)
- sinds 2011: Paul Sueo Hamaguchi